# Ranchot
Ranchot é uma comuna francesa na região administrativa de Borgonha-Franco-Condado, no departamento de Jura. Estende-se por uma área de 6,91 km². Em 2010 a comuna tinha 503 habitantes (densidade: 72,8 hab./km²).